# Ordina Open 2005 - Qualificazioni singolare maschile
Le qualificazioni del singolare maschile dell'Ordina Open 2005 sono state un torneo di tennis preliminare per accedere alla fase finale della manifestazione. I vincitori dell'ultimo turno sono entrati di diritto nel tabellone principale. In caso di ritiro di uno o più giocatori aventi diritto a questi sono subentrati i lucky loser, ossia i giocatori che hanno perso nell'ultimo turno ma che avevano una classifica più alta rispetto agli altri partecipanti che avevano comunque perso nel turno finale.
Le qualificazioni del torneo Ordina Open 2005 prevedevano 32 partecipanti di cui 4 sono entrati nel tabellone principale.

## Teste di serie
1. Michael Kohlmann (secondo turno)
2. Diego Hartfield (primo turno)
3. Philipp Petzschner (Qualificato)
4. Paul Logtens (Qualificato)

1. Lars Übel (ultimo turno)
2. Sebastian Fitz (secondo turno)
3. Nicolas Thomann (ultimo turno)
4. Pablo González (secondo turno)

## Qualificati
1. Denis Gremelmayr
2. Tobias Klein

1. Philipp Petzschner
2. Paul Logtens

## Tabellone

### Legenda
| - Q = Qualificato - WC = Wild card - LL = Lucky loser | - ALT = Alternate - SE = Special Exempt - PR = Protected Ranking | - w/o = Walkover - r = Ritirato - d = Squalificato |

### Sezione 1
|  | Primo turno      | Primo turno      | Primo turno      | Primo turno | Primo turno |  |  | Secondo turno | Secondo turno    | Secondo turno    | Secondo turno    | Secondo turno |   |   | Ultimo turno | Ultimo turno | Ultimo turno | Ultimo turno | Ultimo turno |  |
|  |                  |                  |                  |             |             |  |  |               |                  |                  |                  |               |   |   |              |              |              |              |              |  |
|  | 1                | Michael Kohlmann | Michael Kohlmann | 6           | 6           |  |  |               |                  |                  |                  |               |   |   |              |              |              |              |              |  |
|  |                  | Matwé Middelkoop | Matwé Middelkoop | 3           | 0           |  |  | 1             | Michael Kohlmann | 65               | 6                | 3             |   |   |              |              |              |              |              |  |
|  | Jasper Smit      | Jasper Smit      | Jasper Smit      | 7           | 6           |  |  |               | Jasper Smit      | 7                | 1                | 6             |   |   |              |              |              |              |              |  |
|  | Michel Koning    | Michel Koning    | Michel Koning    | 6           | 2           |  |  |               |                  |                  |                  |               |   |   | Jasper Smit  | Jasper Smit  | 6            | 62           | 2            |  |
|  | Denis Gremelmayr | Denis Gremelmayr | 68               | 6           | 6           |  |  |               |                  | Denis Gremelmayr | Denis Gremelmayr | 3             | 7 | 6 |              |              |              |              |              |  |
|  | Bart Beks        | Bart Beks        | 7                | 2           | 2           |  |  |               | Denis Gremelmayr | 7                | 4                | 6             |   |   |              |              |              |              |              |  |
|  | 6                | Sebastian Fitz   | Sebastian Fitz   | 7           | 6           |  |  | 6             | Sebastian Fitz   | 63               | 6                | 4             |   |   |              |              |              |              |              |  |
|  |                  | Floris Kilian    | Floris Kilian    | 6           | 1           |  |  |               |                  |                  |                  |               |   |   |              |              |              |              |              |  |

### Sezione 2
|  | Primo turno            | Primo turno            | Primo turno            | Primo turno | Primo turno |  |  | Secondo turno          | Secondo turno          | Secondo turno          | Secondo turno | Secondo turno |   |   | Ultimo turno           | Ultimo turno           | Ultimo turno | Ultimo turno | Ultimo turno |  |
|  |                        |                        |                        |             |             |  |  |                        |                        |                        |               |               |   |   |                        |                        |              |              |              |  |
|  |                        | Frederik Nielsen       | 4                      | 6           | 6           |  |  |                        |                        |                        |               |               |   |   |                        |                        |              |              |              |  |
|  | 2                      | Diego Hartfield        | 6                      | 4           | 4           |  |  | Frederik Nielsen       | Frederik Nielsen       | Frederik Nielsen       | 4             | 4             |   |   |                        |                        |              |              |              |  |
|  | Jean-François Bachelot | Jean-François Bachelot | Jean-François Bachelot | 6           | 7           |  |  | Jean-François Bachelot | Jean-François Bachelot | Jean-François Bachelot | 6             | 6             |   |   |                        |                        |              |              |              |  |
|  | Ruben De Kleijn        | Ruben De Kleijn        | Ruben De Kleijn        | 3           | 5           |  |  |                        |                        |                        |               |               |   |   | Jean-François Bachelot | Jean-François Bachelot | 4            | 6            | 4            |  |
|  | Tobias Klein           | Tobias Klein           | Tobias Klein           | 7           | 6           |  |  |                        |                        | Tobias Klein           | Tobias Klein  | 6             | 4 | 6 |                        |                        |              |              |              |  |
|  | Steven Korteling       | Steven Korteling       | Steven Korteling       | 5           | 2           |  |  |                        | Tobias Klein           | 6                      | 4             | 7             |   |   |                        |                        |              |              |              |  |
|  | 8                      | Pablo González         | Pablo González         | 7           | 6           |  |  | 8                      | Pablo González         | 2                      | 6             | 5             |   |   |                        |                        |              |              |              |  |
|  |                        | Matej Bocko            | Matej Bocko            | 6(0)        | 3           |  |  |                        |                        |                        |               |               |   |   |                        |                        |              |              |              |  |

### Sezione 3
|  | Primo turno             | Primo turno             | Primo turno             | Primo turno | Primo turno |  |  | Secondo turno | Secondo turno           | Secondo turno | Secondo turno   | Secondo turno |   |   | Ultimo turno | Ultimo turno       | Ultimo turno | Ultimo turno | Ultimo turno |  |
|  |                         |                         |                         |             |             |  |  |               |                         |               |                 |               |   |   |              |                    |              |              |              |  |
|  | 3                       | Philipp Petzschner      | Philipp Petzschner      | 6           | 6           |  |  |               |                         |               |                 |               |   |   |              |                    |              |              |              |  |
|  |                         | Martijn Van Haasteren   | Martijn Van Haasteren   | 2           | 2           |  |  | 3             | Philipp Petzschner      | 7             | 4               | 7             |   |   |              |                    |              |              |              |  |
|  | Kirill Ivanov-Smolensky | Kirill Ivanov-Smolensky | Kirill Ivanov-Smolensky | 7           | 6           |  |  |               | Kirill Ivanov-Smolensky | 5             | 6               | 62            |   |   |              |                    |              |              |              |  |
|  | Igor Sijsling           | Igor Sijsling           | Igor Sijsling           | 610         | 3           |  |  |               |                         |               |                 |               |   |   | 3            | Philipp Petzschner | 4            | 6            | 6            |  |
|  | Jesse Huta Galung       | Jesse Huta Galung       | 6                       | 3           | 6           |  |  |               |                         | 7             | Nicolas Thomann | 6             | 4 | 2 |              |                    |              |              |              |  |
|  | Emin Ağayev             | Emin Ağayev             | 1                       | 6           | 2           |  |  |               | Jesse Huta Galung       | 6             | 3               | 1             |   |   |              |                    |              |              |              |  |
|  | 7                       | Nicolas Thomann         | Nicolas Thomann         | 6           | 6           |  |  | 7             | Nicolas Thomann         | 4             | 6               | 6             |   |   |              |                    |              |              |              |  |
|  |                         | Antal Van Der Duim      | Antal Van Der Duim      | 4           | 2           |  |  |               |                         |               |                 |               |   |   |              |                    |              |              |              |  |

### Sezione 4
|  | Primo turno    | Primo turno    | Primo turno    | Primo turno | Primo turno |  |  | Secondo turno | Secondo turno  | Secondo turno  | Secondo turno | Secondo turno |   |   | Ultimo turno | Ultimo turno | Ultimo turno | Ultimo turno | Ultimo turno |  |
|  |                |                |                |             |             |  |  |               |                |                |               |               |   |   |              |              |              |              |              |  |
|  | 4              | Paul Logtens   | 65             | 7           | 6           |  |  |               |                |                |               |               |   |   |              |              |              |              |              |  |
|  |                | Leonardo Mayer | 7              | 6           | 2           |  |  | 4             | Paul Logtens   | Paul Logtens   | 6             | 6             |   |   |              |              |              |              |              |  |
|  | Rick Schalkers | Rick Schalkers | Rick Schalkers | 6           | 7           |  |  |               | Rick Schalkers | Rick Schalkers | 2             | 1             |   |   |              |              |              |              |              |  |
|  | Philipp Marx   | Philipp Marx   | Philipp Marx   | 3           | 5           |  |  |               |                |                |               |               |   |   | 4            | Paul Logtens | Paul Logtens | 7            | 6            |  |
|  | Robin Haase    | Robin Haase    | Robin Haase    | 6           | 6           |  |  |               |                | 5              | Lars Übel     | Lars Übel     | 5 | 3 |              |              |              |              |              |  |
|  | Marc Pexa      | Marc Pexa      | Marc Pexa      | 4           | 1           |  |  |               | Robin Haase    | Robin Haase    | 4             | 4             |   |   |              |              |              |              |              |  |
|  | 5              | Lars Übel      | Lars Übel      | 6           | 6           |  |  | 5             | Lars Übel      | Lars Übel      | 6             | 6             |   |   |              |              |              |              |              |  |
|  |                | Emiliano Massa | Emiliano Massa | 4           | 2           |  |  |               |                |                |               |               |   |   |              |              |              |              |              |  |